# Combate de Río Pueblo Viejo
El combate de Río Pueblo Viejo fue un enfrentamiento militar que ocurrió el 14 de febrero de 1975 entre el Ejército Argentino y el Ejército Revolucionario del Pueblo en el margen sur del  Río Pueblo Viejo, Provincia de Tucumán, durante el Operativo Independencia. Fue el primer combate de la intervención militar en Tucumán, Los militares argentinos  contaron con el apoyo  de dos helicópteros Bell UH-1 Iroquois por parte de la Aviación del Ejército Argentino  que tuvo su bautismo de fuego.
Se trató de un combate de encuentro  o casual. El  ejército ingresó al monte tucumano en una misión de reconocimiento porque buscaban establecer una base de operaciones. El combate comenzó a las 16:45 en un sendero que corría  paralelo al río Pueblo Viejo en medio del bosque tucumano.  

## Fuerzas en combate
La Fuerza de Tareas «Chañi» estaba constituida por un equipo de combate (EC)  del Grupo de Artillería de Montaña 5 (GAM 5)  y otro del Regimiento de Infantería de Montaña 20 .Eran 60 efectivos en  cada equipo.  El GAM 5 había partido de Jujuy el día 7 de febrero de 1975  por la noche para Tucumán. Además de estos dos equipos, más tarde aparecerían dos helicópteros Bell UH-1H Iroquois del Equipo de Combate "Cóndor" armados de cohetes y ametralladoras.
Por parte del ERP  se trataba de un grupo de combatientes que marchaba de norte a sur y que se encontró accidentalmente con las fuerzas del ejército argentino.  Es decir que se trató de un combate de encuentro.  

## Enfrentamiento
El 14 de febrero de 1975 por la mañana los militares comenzaron  un reconocimiento ofensivo hacia el sur-oeste bajo el mando del mayor Julio Luis Bidone, segundo jefe de la fuerza de tareas "Chañi".  Inicialmente la marcha se inició en vehículos hasta la zona denominada "El Vivero" y desde ese punto a pie atravesando el monte "La Florida". Se alcanzó un determinado punto y luego se inició el regreso por una senda diferente, bordeando el río Pueblo Viejo.  A las 16:45 se inició el contacto con el enemigo.   Un grupo de combate a cargo del teniente primero Héctor Cáceres, entró en combate con un grupo  aproximado de 20 a 30 guerrilleros del ERP.
La punta de infantería iba al mando del teniente Rodolfo Richter, que era paracaidista y comando.  Por lo general la punta de infantería era dirigida por un suboficial pero en este caso el mando recayó en un  oficial para darle más confianza a los soldados conscriptos. El objetivo era desmentir la propaganda que realizaba el ERP acerca de la supuesta no exposición al peligro de los oficiales del ejército y por ese motivo se cambió la disposición de marcha.   El teniente Richter avanzaba como tercer hombre y luego como segundo hombre en la punta de infantería. Al frente iba el cabo primero Orellana.  Richter  vio un guerrillero y le disparó y de esa manera comenzó el combate.  El oficial recibió por su parte un disparo de escopeta que lo alcanzó en la columna y cayó herido. Gritó : "Cáceres estoy herido".   Héctor Cáceres era  teniente primero e instructor de comandos y paracaidista.   El teniente primero Cáceres se adelantó a la posición de Richter y ahí cayó muerto por el fuego enemigo. Recibió un disparo de FAL en su espalda que impactó en su corazón. El teniente  Richter, herido,  arrojó una granada y observó como antes cayó un combatiente del ERP que tenía a su frente.  Se trataba de Vicente Pablo Lasser alias "Tito".  Se acercó un helicóptero al mando del capitán Arturo Grandineti del ejército y le disparó dos cohetes por error al EC donde estaba Richter que no se pudo identificar como fuerza propia por tener la radio dañada.  Luego el helicóptero descendió y Richter fue evacuado en el mismo.  El grupo de combate guerrillero se retiró y los militares iniciaron una persecución apoyados por los helicópteros.     
El helicóptero  pertenecía a la Sección de Helicópteros de Asalto del Equipo de Combate «Cóndor». Participaron dos helicópteros Bell UH-1H, uno artillado y otro de rescate. Los helicópteros usaron cohetes y ametralladoras contra los guerrilleros, quienes respondieron los disparos. Los helicópteros evacuaron posteriormente a los heridos.

## Consecuencias
Los guerrilleros erpianos sufrieron dos muertos,  "Tito" y "Daniel",  quienes  hace poco tiempo  se habían sumado para integrarse a las fuerzas rurales, según un comunicado. Otras fuentes mencionan que los guerrilleros caídos respondían a los nombres de Lasser y Toledo.  Los militares tuvieron un muerto, Cáceres,  y tres heridos, entre ellos Richter que quedó incapacitado de caminar de por vida.  Los otros dos heridos fueron  el cabo primero Orellana y el subteniente Daniel Arias.   El  caído en las filas del ejército fue el teniente primero Héctor Cáceres de 29 años de edad que fue ascendido post mortem al rango siguiente de capitán.  La localidad tucumana de Capitán Cáceres honra al  oficial muerto. Se trató del primer oficial muerto del Operativo Independencia.  
El combate a pesar de no tener relevancia alguna, es considerado un momento de importancia en el inicio del Operativo Independencia, propiciando un avance del ejército. El ERP siguió publicando comunicados hablando sobre el Operativo Independencia y la posición que tomaría en operativos posteriores.
La FT «Chañi» cambió de nombre por «Capitán Cáceres». Y el EC/GAM 5 cambió su nombre por EC «Pueblo Viejo».

## Homenajes
En 2016, la Promoción 97 del Colegio Militar de la Nación homenajeó con una placa a los capitanes Héctor Cáceres y Carlos María Casagrande, que murieron en combate. También se homenajeó al teniente coronel Emilio Guillermo Nani, herido en combate en la guerra de las Malvinas y en el copamiento del cuartel de La Tablada. En 2019, el Ejército Argentino hizo un reconocimiento para los excombatientes del Combate de Río Pueblo Viejo, y la Escuela de Tropas Aerotransportadas y Operaciones Especiales de Córdoba se bautizó "Capitán Héctor Cáceres" en el mismo año.